# The Italian Barber
The Italian Barber er en amerikansk stumfilm fra 1911 af D. W. Griffith.

## Medvirkende
- Joseph Graybill - Tony
- Mary Pickford - Alice
- Marion Sunshine - Florence
- Mack Sennett - Bobby Mack
- Kate Bruce